# 색줄멸과
색줄멸과(Atherinidae)는 색줄멸목에 속하는 조기어류과의 하나이다.  전세계의 열대 및 온대 수역에서 발견된다. 전체 종의 2/3는 해양 종이며, 나머지는 민물 물고기이다. 14개 속에 71종으로 이루어져 있다. 색줄멸과 종들은 비교적 작은 편이며, 가장 큰 종은 아테리놉시스 칼리포르니엔시스(Atherinopsis californiensis)로 몸길이가 44cm 정도이다. 색줄멸과 은줄멸, 밀멸 등을 포함하고 있다.

## 하위 분류
- Atherininae
  - Atherina - 5종
  - Atherinason - 단일종
  - Atherinosoma - 2종
  - Kestratherina - 2종
  - Leptatherina - 2종
- Atherinomorinae
  - Alepidomus - 단일종
  - Atherinomorus - 12종
  - 밀멸속 (Atherion) - 3종
  - 색줄멸속 (Hypoatherina) - 13종
  - Stenatherina - 단일종
  - Teramulus - 2종
- Bleheratherininae
  - Bleheratherina - 단일종
- Craterocephalinae
  - Craterocephalus - 25종
  - Sashatherina - 단일종